# Habartice
Habartice (německy Ebersdorf) jsou vesnice a spolu s osadou Háj též obec na severu Česka, v okrese Liberec, v Libereckém kraji. Leží ve Frýdlantském výběžku asi 11 kilometrů severně od města Frýdlantu přímo na česko–polské státní hranici. Habartice mají 485 obyvatel a patří k nim ještě osada Háj s 12 stálými obyvateli. Ve vsi je mateřská a základní škola (do 5. třídy).
Nejbližší železniční stanice je v Černousích, do Habartic jezdí autobus ČSAD Liberec z Frýdlantu. Obec má s Frýdlantem silniční spojení po silnici č. 13 a leží v ní silniční hraniční přechod do polského Zawidówa. Zawidów a Habartice spolu bezprostředně sousedí, jediné, co je odděluje je Kočičí potok.
V minulosti k Habarticím patřila i osada, resp. samota Buschhäuser (též Puschhäuser), zaniklá po druhé světové válce. Ležela jihozápadně od Habartic směrem na Černousy, v údolí bezejmenného potoka na hranici obecního katastru.

## Historie
Habartice a sousední Závidov (německy Seidenberg, polsky Zawidów) existují vedle sebe snad již od 10. století. Nebýt Kočičího potoka, který je odděluje, splynuly by patrně obě obce v obec jedinou. První zmínka o Zawidówě je z let 1341–46, o Habarticích z roku 1399, kdy v nich existoval lenní statek v držení pánů z Černous. 16. 9. 1399 byl ve Zhořelci popraven pán tohoto statku Michal Tschernhasen jako lapka. Od poloviny 15. století vlastnila statek rodina von Bindemann. Roku 1592 byl tento statek kvůli hospodářským výsledkům rozdělen, Bindemannové si ponechali jeho dolní část, část horní připadla Schwanitzům. Statek opět spojil roku 1662 Hans Ludwig von Rodewitz, který jej vlastnil až do roku 1712, kdy statek odkoupil hrabě Jan Václav Gallas.
Habartice a Zawidów byly velmi úzce propojeny – obyvatelé například navštěvovali společný kostel v Zawidówě – až do roku 1620, kdy bylo záwidovské panství odděleno od panství frýdlantského. Skutečná hranice mezi dvěma státy vznikla roku 1635, když byla Lužice připojena k Sasku. Po skončení třicetileté války se stovky exulantů z Frýdlantska uchýlily právě na zawidówské panství (počet domů Zawidówa tehdy vzrostl na 200).
Habartice měly roku 1790 42 obydlených domů a roku 1834 dokonce domů 80 s více než 500 obyvateli. K rozvoji obce rozhodně přispěla stavba silnice z Frýdlantu v letech 1830–33 a také kolem procházející železniční trať Frýdlant–Zawidów. Čerstvě dokončené silnice využil roku 1833 ruský car Mikuláš a tehdejší pruský korunní princ k cestě do nitra Čech na schůzku s rakouským císařem.
Po skončení druhé světové války byla z Habartic odsunuta nejprve asi stovka říšských Němců a posléze další stovka místních Němců (převážně šlo o rodiny nacistických funkcionářů). Ve druhé fázi odsunu bylo do sběrného střediska ve Frýdlantě přesunuto dalších asi 1200 obyvatel. V obci tak zůstalo je 21 osob – německých antifašistů – a i z těch se dalších 8 lidí dobrovolně odstěhovalo. Noví osadníci přicházeli do obce hlavně ze Sedlčanska a Voticka.
5. 10. 1950 byla k Habarticím připojena osada Háj. V polovině roku 1980 byly podobně připojeny Pertoltice, které se opět osamostatnily 1. 1. 1991.
Od roku 1991 byl starostou obce František Kryšpín. Po obecních volbách v roce 2014 již o tuto funkci neusiloval. Vystřídal jej Stanislav Briestenský a Kryšpín se stal místostarostou. Za své působení v čele obce v letech 2010 až 2014 získal Kryšpín ocenění Nejlepší starosta Libereckého kraje udělované Svazem měst a obcí České republiky.

### Přepadení Habartic 21. září 1938
V obci byla vzhledem k její poloze vždy umístěna celnice a příslušná celní stráž. V době ohrožení Československa ve třicátých letech 20. století se zvýšil počet členů zdejší finanční stráže z  běžných 5 na 13. Členové této stráže patrně zároveň tvořili jádro místní jednotky Stráže obrany státu (družstva 126). Dne 20. září 1938 zjistil průzkum družstva, že se ke státním hranicím přesunuly jednotky 71. pěšího pluku ze Zhořelce. Tři prapory tohoto pluku měly napadnout Frýdlantsko: 1. prapor přes Oldříš a Bulovku, 2. prapor přes Jindřichovice a 3. prapor přes Heřmanice. Jednotka SOS se rozhodla opevnit se v budově celnice. Dne 21. září 1938 v půl čtvrté ráno zaútočilo na celnici asi 40 příslušníků Freikorpsu za použití pušek a granátů. Družstvo SOS se bránilo z prvního patra celnice stejnými prostředky. Němečtí útočníci se pokusili budovu celnice zničit dynamitem, avšak to se jim nepodařilo. Obráncům se naopak zdařilo telefonicky přivolat armádní podporu z Liberce. Přijíždějící posily se sice dostaly pod palbu těžkého kulometu ze Zavidova, kolem šesté hodiny však k celnici přesto pronikly. Tou dobou už však Němci byli na ústupu – tři útočníci padli a šestnáct jich bylo zraněno. Na české straně byli čtyři zranění. Finanční stráž byla z obce stažena 29. září, jednotka SOS o den později.

### Vodní mlýny
V obecní kronice se píše, že zdejší vodní mlýn byl postaven při vzniku obce, v době, kdy se zdejší oblast začíná osidlovat. Podle Soupisu poddaných dle víry z roku 1651 stál v obci mlýn s jedním strojem. Majitelem místního mlýna vždy byl vlastník lenního horního dvora, ale roku 1872 přešel i s oběma dvory (podle údajů v zásmucké kronice) do majetku frýdlantského panství, jež tehdy vlastnil hrabě Jan Václav Gallas. Hrabě však roku 1719 v Neapoli zemřel a jeho majetek roku 1725 převzal Filip Josef Gallas. Od něj roku 1733 mlýn za 350 zlatých odkoupil mlynář Hans Georg Richmer, který jej v roce 1755 za 400 zlatých následně prodal Antonu Effengergovi ze Schönwaldu. Při koupi mlýna se zavázal k povinnosti, že bude vrchnosti dodávat chléb a současně pro ni bude chovat honicí psy. Na oplátku však mohl volně péci chléb pro všechny poddané a současně měl též povoleno obchodovat s mlýnskými výrobky.
Když Anton Effenberg zemřel, převzal mlýn roku 1783 Gotfrid Richmer, který jej roku 1799 za úplatu 700 zlatých přenechal svému synu Josefovi. Za jeho hospodaření však objekt v roce 1813 vyhořel. Sice mlýn znovu vybudoval, ale velmi se kvůli tomu zadlužil, a protože nedokázal své závazky včas splácet, dostal se mlýn do dražby. V té jej roku 1838 za 3995 zlatých získal místní rychtář Anton Pohl, který jej v roce 1862 za 10 500 zlatých prodal Josefu Galerovi z Frýdlantu. Od něj jej během roku 1871 za rovných 10 000 zlatých získal Arnošt Jan Bösman, jenž jej však po dvou letech prodal Gustavu Kieslichovi. V jeho vlastnictví mlýn zůstal 21 let a v roce 1894 byl prodán Josefu Fischerovi. Ten jej během roku 1924 přenechal svému synovi Friedrichovi, který však padl v bojích druhé světové války. Během roku 1943 byla činnost mlýna úředně zastavena a po jejím skončení, roku 1945, byl mlýn na základě dekretu prezidenta republiky číslo 108/45 objekt zkonfiskován a pro velkou zastaralost a nerentabilitu v roce 1946 zbourán. V té době však již mlýn měl své vodní kolo vyměněné za Kaplanovu turbínu, která zároveň vyráběla také elektrickou energii.

## Osobnosti
- Josef Bergmann (1831–1901) – římskokatolický duchovní